# Admonter Madonna

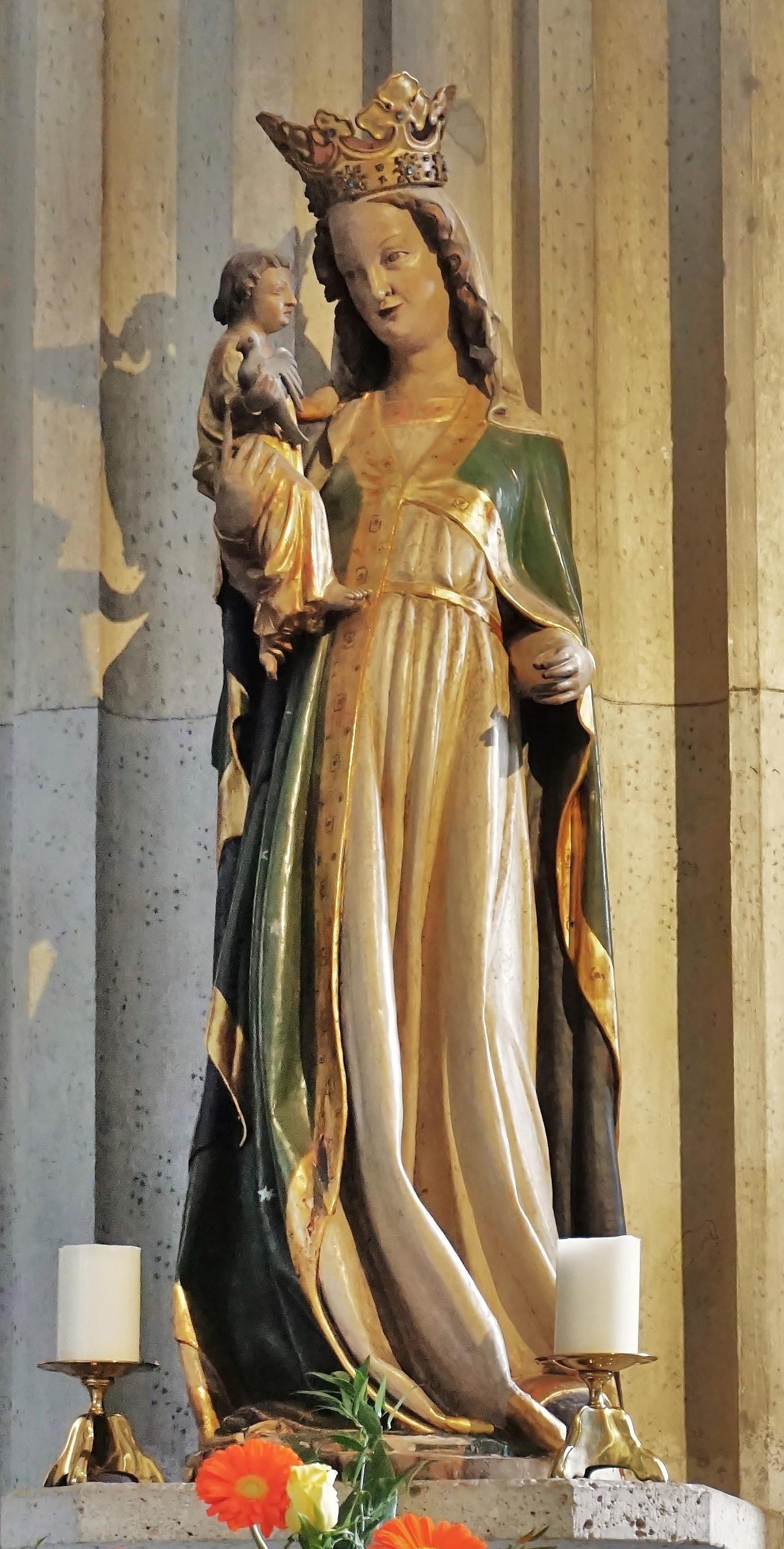
Admonter Madonna, Kopie in der Stiftskirche Admont

Die Admonter Madonna ist eine gotische Skulptur des frühen 14. Jahrhunderts, deren Original sich heute in der Alten Galerie des Joanneums in Schloss Eggenberg befindet.
Die 145 cm hohe Holzskulptur zeigt Maria als Himmelskönigin mit hoher Blattkrone und ehemals einem Zepter in der Linken. Auf dem rechten Arm trägt sie das Jesuskind, das in Übereinstimmung mit dem apokryphen Thomasevangelium (2, 1–5) in seiner Rechten als Symbol der menschlichen Seele einen Vogel hält. Über einem weißen Kleid trägt Maria einen grünen Mantel mit blauem Futter und vergoldeten Borten, der über der Brust von einer Agraffe gehalten wird, dazu einen weißen Kopfschleier. „Der kompositionelle Aufbau ist sowohl in der Vorder- als auch in der Seitenansicht durch eine spiegelverkehrte S-Kurve bestimmt. Diese Figuration ergibt sich durch die Konzeption des ‚verkehrten‘ Kontraposts, durch die vom linken Fuß aufsteigenden dominierenden Faltenbahnen und durch die Wendung des vorgeneigten Kopfes  zum Standbein.“
Nachdem die ältere Forschung stets von einer steirischen oder österreichischen Herkunft ausgegangen war, wird heute allgemein ein westlicher Import angenommen, wobei die um 1300 entstandene Marienstatue am Trumeaupfeiler im Westportal des Freiburger Münsters als stilistisch nächste Verwandte angesehen wird. Aus stilistischen Gründen wird die Admonter Madonna in die Zeit um 1300 oder 1310 und damit in die Zeit des 1297 bis 1327 regierenden Abtes Engelbert von Admont datiert, der zu den führenden Wissenschaftlerpersönlichkeiten seiner Zeit zählte und der einen Traktat De gratiis et virtutibus beatae Mariae virginis („Über die Gnaden und Tugenden der seligen Jungfrau Maria“) verfasste, in dem „die verstärkte Hinwendung zur vita contemplativa in seinem eigenen Leben zum Ausdruck kommt.“ Dieser Datierungsansatz schließt zugleich die Möglichkeit einer Stiftung des 1282 bis 1308 regierenden Albrecht I. ein, dem Engelbert einen Fürstenspiegel gewidmet hatte. Aber auch die Zeit des Vorgängers Engelberts, des Abtes Heinrich II., der seit 1282 als Landeshauptmann der Steiermark unter Herzog Albrecht eine einflussreiche, wenngleich umstrittene Rolle gespielt hatte, kommt in Frage. Das würde die Admonter Madonna zudem in zeitliche Nähe zur 1286 erfolgten Weihe des gotischen Chores der Admonter Stiftskirche rücken, für dessen Hochaltar die Statue bestimmt gewesen sein mag.
1937 unter dem Abt Oswin Schlammadinger bzw. dem Administrator des Stifts Bonifaz Zölß wurde die Statue, zusammen mit anderen Teilen des stiftischen Kunstbesitzes, aus wirtschaftlichen Erwägungen an das Landesmuseum Joanneum in Graz verkauft. In der Admonter Stiftskirche ist sie seither durch eine Kopie ersetzt.